# Oligosoma toka
Espèce
Oligosoma toka est une espèce de sauriens de la famille des Scincidae.

## Répartition
Cette espèce est endémique de Nouvelle-Zélande.

## Étymologie
Le nom spécifique toka vient du mot maori toka, roc, rocher, en référence au milieu où vit l'espèce.

## Publication originale
- Chapple, Bell, Chapple, Miller, Daugherty & Patterson, 2011 : Phylogeography and taxonomic revision of the New Zealand cryptic skink (Oligosoma inconspicuum; Reptilia: Scincidae) species complex. Zootaxa, no 2782, p. 1–33.